# Surulangun
Surulangun is een bestuurslaag in het regentschap Noord-Musi Rawas van de provincie Zuid-Sumatra, Indonesië. Surulangun telt 2300 inwoners (volkstelling 2010).